# Australische Hüpfmaus
Die Australische Hüpfmaus (Notomys alexis) kommt in den trockenen und halbtrockenen Regionen Zentral- und Westaustraliens vor und hat das größte Verbreitungsgebiet aller Arten in der Gattung der Australischen Hüpfmäuse. Von den Aborigines wird sie tarrkawarra genannt.

## Merkmale
Das Fell des gesamten Oberkörpers von Notomys alexis ist hellbraun, aber es wird vom Rücken abwärts immer kastanienfarbener bis leicht gräulich und weiß. Die Australischen Hüpfmäuse werden relativ groß. Ihr langer Schwanz ist auf der Oberseite braun gefärbt, auf der Unterseite ist das Braun wesentlich heller. An der Schwanzspitze haben sie eine Bürste, die aber deutlich kleiner ist als die der verwandten Arten. Die Männchen und Weibchen haben beide einen Kehlsack, welcher im Aussehen variiert, wenn sie sexuell erregt sind. Die ausgewachsenen Tiere können ein Gewicht von 20 bis 50 Gramm erreichen. Die Kopf-Rumpf-Länge der Australischen Hüpfmaus liegt zwischen 91 und 177 mm. Ihr Schwanz ist im Durchschnitt 125 bis 225 mm lang.

## Verbreitung und Lebensraum
Die Australische Hüpfmaus ist endemisch in Australien, wo sie in den trockenen und halbtrockenen Regionen Zentral- und Westaustraliens vorkommt. Sie bevölkert Teile von Western Australia, Northern Territory, South Australia und ein westliches Gebiet in Queensland. Damit hat sie das größte Verbreitungsgebiet aller Australischen Hüpfmaus-Arten. Man findet sie sowohl in von Spinifex geprägten Regionen als auch auf Sandebenen und in Dünenlandschaften. Das Spinifex prägt auch ihren englischen Namen Spinifex Hopping Mouse (= Spinifex-Hüpfmaus). Die größten Populationen findet man in der Great Victoria Desert, in Western Australia. Seltener findet man sie auch in Eukalyptuswäldern, in Akazienbuschland, auf Grünland und in mit Grasbüscheln besetzten Gebieten.

## Lebensweise
Die Australische Hüpfmaus ist ein Samenverbreiter für viele verschiedene Pflanzen. Sie ist in den trockenen Regionen Australiens neben zehn bis zwölf anderen kleinen Säugetierarten der einzige Samenverbreiter. Somit ist die Australische Hüpfmaus ein sehr wichtiger Baustein der gesamten dortigen Vegetation.

### Verhalten
Die Australische Hüpfmaus ist eine nachtaktive Art, die sich ausschließlich auf dem Boden aufhält. Den gesamten Tag verschläft sie in tiefen Höhlen unter dem Sand. Ihre Fressfeinde sind Dingos, Eulen, größere Schlangen und die eingeführten Hauskatzen. Die Australische Hüpfmaus ist sehr sozial und lebt in Gruppen von bis zu zehn Tieren. Diese Gruppen leben in tiefen Bauen, welche durch viele Gänge mit denen der anderen Gruppen verbunden sind. Innerhalb der Gruppe haben die Tiere die stärkste Bindung zu den Vertretern der eigenen Familie. Wenn die Gruppen zu große Individuenzahlen erreichen, verlassen einige Tiere diese und bilden eine eigene Gruppe oder schließen sich einer kleineren an. In Gefangenschaft können große Gruppen dazu führen, dass die Tiere ihren eigenen Nachwuchs töten, da die ausgewachsenen Tiere sich aus Platzmangel nicht aus der Gruppe zurückziehen können.
Zur Fortbewegung verfügen die Arten der Gattung Australische Hüpfmäuse über zwei unterschiedliche Methoden:  Sie können sowohl auf allen vier Beinen als auch nur auf den Hinterbeinen hüpfen. Diese Spezialisierung findet man jedoch nur bei zwei der insgesamt sieben Arten der Gattung. Da die Tiere in trockenen Regionen leben, haben sie ihren Wasserverlust in vielerlei Hinsicht beschränkt. Das Urinieren und das Absetzen von Kot werden auf das Notwendigste beschränkt. Außerdem verbringen sie die heißen Stunden des Tages in den angenehm kühlen Bauen. Die Temperatur in den Höhlen bleibt sowohl tagsüber als auch nachts immer konstant.

### Ernährung
Nach Einbruch der Dunkelheit verlassen die Tiere ihre Höhle, um im Schutz der Dunkelheit auf die Suche nach Samen, grünen Pflanzen und gelegentlich auch auf die Jagd nach Insekten zu gehen. Eine Studie hat gezeigt, dass sie sich etwa zu 50 % von Samen und zu 50 % von wirbellosen Tieren ernähren. Zudem ergänzen sie ihre Ernährung mit grünen Pflanzen. Die Studie hat bewiesen, dass die Australische Hüpfmaus ein Allesfresser ist. Sie erhält ihr lebensnotwendiges Wasser nur aus der Nahrung. Das wenige Wasser reicht dem Körper gerade so zum Überleben.

### Fortpflanzung
Die Weibchen paaren sich in der Paarungszeit mit mehreren Männchen. Darum kommt es bei den Männchen nicht so häufig zu Rangeleien, da sie wissen, dass jeder mal dran kommt. In Gefangenschaft beobachteten Hyde und Elgar 1992, dass ein Weibchen mit mehreren Männchen gleichzeitig Geschlechtsverkehr hatte. Bei den daraus entstandenen Jungtieren machten Hyde und Elgar einen Vaterschaftstest, bei dem herauskam, dass alle Jungtiere von einem Männchen abstammten. Notomys alexis ist ein opportunistischer Brüter. Am reproduktivsten ist die Art in Zeiten mit viel Regen, da sie dann Nahrung im Überfluss findet. Aber sie kann das ganze Jahr über Junge bekommen. Die Weibchen sind rund 85 Tage nach der Geburt wieder sieben bis acht Tage empfängnisbereit. Nach der Begattung erstreckt sich die Tragzeit auf 32 bis 34 Tage. Ein Wurf besteht durchschnittlich aus drei bis vier Jungtieren. Die Jungtiere sind nach der Geburt mit einzelnen Haaren bedeckt, aber ihre rosafarbene Haut ist deutlich erkennbar. Die etwa drei Gramm schweren Jungtiere brauchen etwa 15 Tage, um ihre Ohren zu öffnen. Die Augen öffnen sich erst nach rund 20 Tagen. Sie werden von ihrer Mutter so lange gesäugt, bis sie nach rund 28 Tagen entwöhnt sind. In Gefangenschaft liegt ihre Lebenserwartung bei ca. drei Jahren, wohingegen sie in der freien Wildnis nur etwa ein Jahr alt werden.

## Status
Die International Union for Conservation of Nature and Natural Resources (IUCN) stuft die Art als „nicht gefährdet“ ein. Aufgrund ihres großen Verbreitungsgebietes und des Vorkommens in großen, vor Raubtieren sicheren Schutzgebieten existieren schätzungsweise noch genug Exemplare, um die Art weiterhin zu erhalten. Die Auswirkungen des Klimawandels und die Zuschüttung der Baue durch die ständig größer werdenden Viehbestände ist noch unklar. Auch die Auswirkung der eingeführten Beutegreifer auf die Populationen wurde noch nicht erforscht. In Gebieten mit einer hohen Dichte von verwilderten Hauskatzen leben weniger Exemplare als in intakten Gebieten.

## Bedeutung für den Menschen
Die Australische Hüpfmaus wird manchmal als Haustier gehalten. In Australien wird sie als Labortier verwendet. Im Jahre 1975 kam es zu einer explosionsartigen Vermehrung der Art und sie wurde eine Plage. In dem Jahr gab es hunderte Sichtungen, meistens auf Straßen, wo die Tiere von Autos überfahren worden waren. Es wurde auch berichtet, dass sie auf den Campingplätzen die Speisereste der Menschen fraßen.